# Kate Gulbrandsen
Kate Gulbrandsen (* 6. August 1965 in Røyken) ist eine norwegische Sängerin. Sie vertrat Norwegen beim Concours Eurovision de la Chanson 1987.

## Leben
Gulbrandsen nahm im Jahr 1986 am World Popular Song Festival teil. Gemeinsam mit Rolf Løvland arbeitete sie an ihrem Debütalbum The Beauty and the Beat, das 1987 veröffentlicht wurde. Mit dem Lied Mitt liv gewann sie im Jahr 1987 den Melodi Grand Prix. Das Lied hatte Løvland gemeinsam mit Hanne Krogh geschrieben. Aufgrund ihres Sieges beim Melodi Grand Prix durfte Gulbrandsen ihr Land beim Concours Eurovision de la Chanson 1987 in Brüssel vertreten. Mit ihrer Popballade erreichte sie Platz 9. Im Jahr 1989 nahm sie mit dem Lied All den nærhet vi kan få erneut am Melodi Grand Prix teil.
Im Jahr 1991 brachte Gulbrandsen ihr norwegischsprachiges Album Sol om natten heraus. Sie sang das Lied Welcome to Lillehammer ein, das in Zusammenhang mit den Olympischen Winterspielen 1994 in Lillehammer entstanden war. Im Jahr 2004, nach einer zehnjährigen Auszeit, wagte sie noch einmal ein Comeback. Sie sang mit Vi to ein Album mit norwegischen Versionen von amerikanischen Country-Hits ein.
Im Jahr 2016 nahm sie an der bei Norsk rikskringkasting (NRK) ausgestrahlten Musikshow Stjernekamp teil. Im Jahr 2023 nahm sie mit dem von ihr gemeinsam mit Kjetil Mørland geschriebenen Lied Tårer i paradis am Melodi Grand Prix 2023 teil. Gulbrandsen konnte sich im ersten Halbfinale nicht für das Finale qualifizieren.

## Diskografie
Alben
- 1987: The Beauty and the Beat
- 1991: Sol om natten
- 2005: Vi to